# Эгле, Мадлен
Мадлен Эгле (нем. Madeleine Egle; род. 21 августа 1998, Халль-ин-Тироль, Тироль) — австрийская саночница, двукратный призёр Олимпийских игр в эстафете (2018 и 2022), чемпионка мира и четырёхкратная чемпионка Европы.

## Карьера
Мадлен Эгле начала заниматься санным спортом с 2007 года.
30 ноября 2013 года заняла 12-е место на своем дебютном юношеском чемпионате мира, проходившем в Альтенберге. В 2015 году на юношеском чемпионате мира в Лиллехаммере заняла четвертое место в женском одиночном разряде и третье место в эстафете.
В 2016 году на зимних юношеских Олимпийских играх она завоевала бронзовую медаль в одиночном разряде.
26 ноября 2016 года Мадлен Эгле дебютировала на чемпионате мира в Кёнигсзе, где в женском одиночном разряде заняла 22-е место. В следующем году она стала 6-й в одиночном разряде и завоевала бронзовую медаль в эстафете на юношеском чемпионате мира среди юниоров в Сигулде.
В 2018 году на Олимпийских играх в Пхёнчхане она заняла 7-е место в одиночном разряде, а также выиграла бронзовую медаль в эстафетном соревновании.
Мадлен Эгле является внучкой Ангелики Шафферер, бронзового призёра чемпионата мира 1978 года.
В 2021 году Мадлен выиграла золотую медаль чемпионата мира в эстафете.
На чемпионате мира 2025 года в Канаде, Мадлен в новой дисциплине — одиночный микст в паре с Давидом Гляйршером завоевала бронзовую медаль, а в эстафете серебряную. 